# Harald Schering

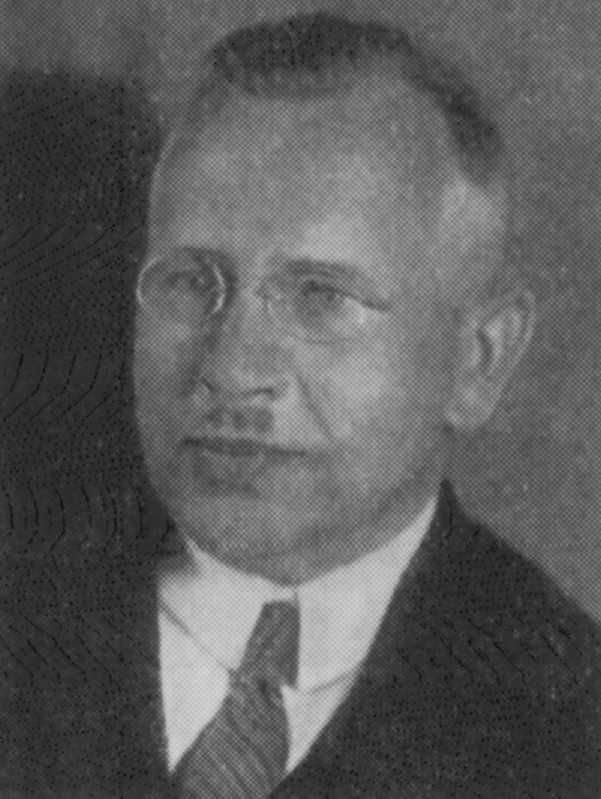
Harald Schering

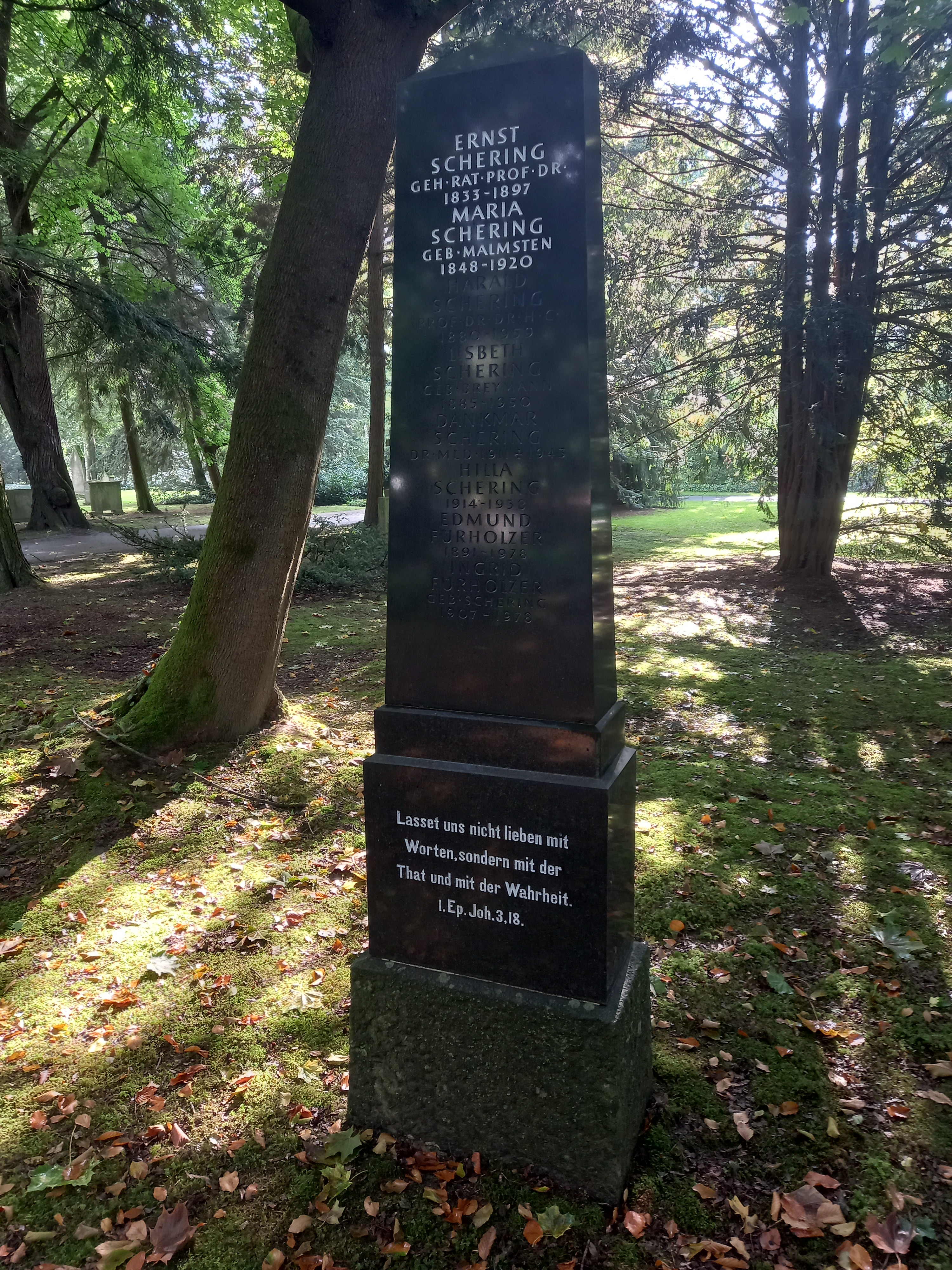
Das Grab von Harald Schering und seiner Ehefrau Lisbeth geborene Breymann im Familiengrab Schering auf dem Stadtfriedhof Göttingen

Harald Ernst Malmsten Schering (* 25. November 1880 in Göttingen; † 10. April 1959 in Hannover) war ein deutscher Physiker und Professor für Hochspannungstechnik. 

## Leben
Schering war der erste Sohn des Göttinger Professors Ernst Christian Julius Schering (1833–1897) und dessen Gemahlin Maria Heliodora (geb. Malmsten). Sein Vater hatte Berühmtheit als Herausgeber der Werke von Carl Friedrich Gauß und Direktor des Göttinger Observatoriums erlangt. Harald Schering wuchs in Göttingen auf, studierte dort Physik, wurde Assistent am geophysikalischen Institut und promovierte 1904 über den Elster-Geitelschen Zerstreuungsapparat, eine Vorrichtung zur Messung der Leitfähigkeit von Luft.
Er wurde 1905 als „wissenschaftlicher Hilfsarbeiter“ im Starkstromlabor der Physikalisch-Technischen Reichsanstalt in Berlin-Charlottenburg (heute PTB) angestellt, ab 1910 als ständiger Mitarbeiter. Zu seinem Aufgabenbereich zählte die elektrische Energiemesstechnik, die durch die zunehmende Elektrifizierung große Bedeutung erlangte. So entwickelte er 1914 zusammen mit Ernst Alberti eine Messmethode zur Prüfung von Stromwandlern. Im Ersten Weltkrieg wurde er als Reserveoffizier schwer verwundet und kehrte 1916 an die PTR zurück. Dort wurde er 1918 als Nachfolger von Karl Willy Wagner Leiter des Starkstromlabors (später Wechselstromlaboratorium), und 1919 zum Professor und Mitglied der PTR ernannt. In dieser Zeit entstand auch die Idee zur Verlustfaktormessbrücke, die später seinen Namen tragen sollte. 1924 gab er ein Buch über die Isolierstoffe der Elektrotechnik heraus.
1926 erhielt er einen Ruf an die Technische Hochschule Hannover (heute Leibniz Universität Hannover) als Nachfolger von Wilhelm Friedrich Kohlrausch. Dort wirkte er ab 1. April 1927 als Professor für Grundlagen der Elektrotechnik und Hochspannungstechnik. Neben diesen Fächern lehrte er theoretische Elektrotechnik und führte die Vorlesung Hochspannungsmesstechnik ein. Zu seiner Berufung war ihm der Bau einer Hochspannungshalle zugesagt worden, deren Grundsteinlegung am 13. November 1937 erfolgte, die aber erst 1947 bezogen werden konnte. Daher mussten die Experimente und Labore in einer Holzbaracke durchgeführt werden, deren räumliche Enge die Forschungsarbeiten stark einschränkte.
Er wurde 1949 emeritiert, vertrat sein Lehrgebiet aber noch bis 1954. Sein Nachfolger wurde Gerhard Pfestorf (1900–1969), wie Schering ein früherer Mitarbeiter der PTR. Zu den zahlreichen Ehrungen, die Schering für sein Lebenswerk erhielt, zählt das große Verdienstkreuz, das ihm 1957 verliehen wurde. Noch heute trägt das Fachgebiet Hochspannungstechnik der Leibniz Universität Hannover seinen Namen, wie auch das Gebäude des Bereichs Hochspannung der Physikalisch-Technische Bundesanstalt (PTB).

## Leistungen
Er entwickelte verschiedene elektrische Messgeräte und Messverfahren, insbesondere die nach ihm benannte Scheringbrücke, eine Brückenschaltung zur Bestimmung von Verlustfaktor und Dielektrizitätszahl elektrischer Isolierstoffe, sowie die dazu notwendigen Bauteile (verlustarme Kondensatoren, Galvanometer).

## Werke
- Der Elster-Geitelsche Zerstreuungsapparat und ein Versuch quantitativer absoluter Zerstreuungsmessung. Metzger & Wittig, Leipzig 1904; Auszüge in: Annalen der Physik. 325/6/1906, S. 174–195, doi:10.1002/andp.19063250611, online via Gallica (Bibliothèque nationale de France)
- Seismische Registrierungen in Göttingen im Jahre 1904. In: Nachrichten von der Gesellschaft der Wissenschaften zu Göttingen, Mathematisch-Physikalische Klasse. 1905, Band 2, Heft 2, S. 181–217. online beim Göttinger Digitalisierungszentrum
- Regristrierung des spezifischen Leitvermögens der atmosphärischen Luft. In: Nachrichten von der Gesellschaft der Wissenschaften zu Göttingen, Mathematisch-Physikalische Klasse. 1908, Band 2, Heft 1, OCLC 946376307, S. 102–120.
- Ein empfindliches Vibrationsgalvanometer für niedrige Frequenzen. In: Arch. f. Elt. 6/1/1912, S. 254–258, doi:10.1007/BF01657493
- Die Messung des Phasenwinkels großer Drahtwiderstände durch Vergleich mit Widerständen aus Mannit-Borsäure-Lösung. In: Arch. f. Elt. 10/1/1913, S. 423–432, doi:10.1007/BF01657352
- Eine einfache Methode zur Prüfung von Stromwandlern. In: Arch. f. Elt. 7/2/1914, S. 263–275, doi:10.1007/BF01655998
- Zum Diagramm des Stromwandlers. In: Arch. f. Elt. 2/7/1918, S. 47–56, doi:10.1007/BF01578769
- Bericht über die Arbeiten von Bussmann über die Berücksichtigung der Phasenverschiebung bei Verbrauchsmessungen in Drehstromnetzen. In: Elektrotechnische Zeitschrift. 1919, S. 304.
- Verlustmessung bei Hochspannung. In: Z. Instrum.-Kde. -/40/1920, S. 124, -/41/1921, S. 139–140, -/44/1924, S. 98–99.
- Die Erwärmung eines Kabels durch dielektrische Verluste. In: Arch. f. Elt. 2/11/1922, S. 68–76, doi:10.1007/BF01656438
- Ein Empfindlichkeitsregler für Nullinstrumente. In: Arch. f. Elt. 6-12/12/1923, S. 493–497, doi:10.1007/BF01656760
- Der Winkelfehler bei Induktionszählern. Arch. f. Elt. 6-12/12/1923, S. 511–526, doi:10.1007/BF01656762
- Die Isolierstoffe der Elektrotechnik. Springer, Berlin 1924, doi:10.1007/978-3-642-99077-9
- Bemerkungen zu dem Aufsatz des Herrn G. Benischke: Eine einfache Brücke zur Messung der Kapazität und des Verlustwiderstandes. In: Arch. f. Elt. 4/17/1926, S. 426–428, doi:10.1007/BF01662007
- Emil Warburg und die Technik. In: Naturwiss. 11/14/1926, S. 208–211, doi:10.1007/BF01510296
- Die Empfindlichkeit einer Wechselstrombrücke. In: ETZ. 36/52/1931, S. 1133–1134 und 38/52/1931, S. 1191.
- Zur Messung der Spannungsverteilung an Isolatoroberflächen. In: ETZ. 4/56/1935, S. 75–80(?)
- Die Induktivität von zwei geraden parallelen Leitern mit gleichen Rechteckquerschnitten. In: ETZ-A. 10/-/1954, S. 335–338.